# طلسم‌شده (فیلم ۱۹۴۵)
طلسم‌شده (به انگلیسی: Spellbound) فیلمی در ژانر تریلر روان شناختی است به کارگردانی آلفرد هیچکاک و با بازی اینگرید برگمن و گری گوری پک. این فیلم در سال ۱۹۴۵ ساخته شده و بیست و یکمین فیلم آلفرد هیچکاک است، که با سخنی از شکسپیر آغاز می‌شود.
هیچکاک برای ساخت سکانس رویا در این فیلم از سالوادور دالی کمک گرفته است.

## داستان
در یک مرکز روانپزشکی، مدیریت به دکتر آنتونی ادواردز سپرده می‌شود که جوان اما دارای دانش بسیاری است. کمی پس از آغاز به کار او در مرکز، روشن می‌شود که این فرد خود را به جای دکتر واقعی که به قتل رسیده جا زده‌است. در این میان یک زن روان پزشک که دلباخته جوان شده در می‌یابد که او در واقع یک بیمار روانی بی گناه است و تلاش می‌کند این جوان را نجات دهد.
در این فیلم هیچکاک در ساخت فیلم از نظرات سالوادور دالی بهره گرفت.

## بازیگران
- اینگرید برگمن در نقش Dr. Constance Petersen
- گریگوری پک در نقش Dr. Anthony Edwardes/John Ballantyne
- میخائیل چخوف در نقش Dr. Alexander 'Alex' Brulov, a teacher of Dr. Petersen
- لئو جی. کارول در نقش Dr. Murchison, the head of Green Manors
- روندا فلمینگ در نقش Mary Carmichael, a patient in Green Manors
- جان امری در نقش Dr. Fleurot
- استیون گری در نقش Dr. Graff
- پل هاروی در نقش Dr. Hanish
- دونالد کورتیس در نقش Harry, a staff of Green Manors
- نورمن لوید در نقش Mr. Garmes, a patient in Green Manors
- بیل گودوین در نقش House detective of Empire State Hotel
- والاس فورد در نقش Stranger in Empire State Hotel Lobby
- آرت بیکر در نقش Det. Lt. Cooley
- رجیس تومی در نقش Det. Sgt. Gillespie